# Flow (игра)

flOw — изначально флэш-игра, затем видеоигра, разработанная Дженовой Ченом и Николасом Кларком и изданная компанией Sony Computer Entertainment для игровой приставки Sony PlayStation 3. По жанру игра относится к симуляторам. Симулируется поведение микроорганизма.
О версии для PlayStation 3, разрабатываемой thatgamecompany было объявлено в мае 2006 года. Игра стала доступна для скачивания через сервис PlayStation Store по цене $7.99 для жителей США, а чуть позднее, 30 марта 2007, и для жителей Великобритании за £3.49.
Версия для портативной приставки Sony PlayStation Portable была разработана SuperVillain Studios и выпущена в марте 2008 года.

## Геймплей

Скриншот из игры на PS3

Устройство игры и дизайн весьма просты и интуитивны. Изначально игрок управляет маленьким, белым, червеподобным организмом, который двигается по светлому двухмерному полю. Используя мышь или джойстик игрок управляет движением червяка. Зажав кнопку, игрок ускоряет движение микроорганизма.
Суть игры заключается в том, чтобы направлять червяка к другим микроорганизмам и поедать их, и тем самым развиваться. Поедание чужих клеток увеличивает длину червя, однако есть и две специальные клетки: одна из них временно увеличивает размер рта, а другая развивает части тела. Многие из таких чужеродных организмов беззащитны, но по ходу игры будут встречаться и более агрессивные особи. Чтобы избавиться от опасных врагов, игрок должен направлять червя к светящимся клеткам, которые располагаются на телах врагов и съедать их. Различные типы врагов имеют различные типы атак, поэтому игроку необходимо выработать определённую стратегию, чтобы одержать над ними победу.
Поначалу, червяк плавает в светлых неглубоких водах. Чем дальше игрок продвигается, тем глубже становятся воды и тяжелее противники.
В игре есть возможность играть несколькими типами существ, например червём и маленькой медузой. Чтобы перейти из одного состояния в другое, необходимо победить босса. Flash-версия игры начинается сначала после победы над вторым боссом.
В версии для PS3 имеется возможность играть одновременно 4 игрокам.

## Разработка
Flow изначально разрабатывалась как часть дипломной работы Дженова Чэня, которая позволила бы ему получить степень магистра. Игра разрабатывалась для Interactive Media Program университета USC School of Cinematic Arts. Тема дипломной работы — динамическое изменение сложности в играх — система, при которой игра меняет свою сложность в зависимости от предыдущих или последующих действий игрока. Он проиллюстрировал эти идеи с помощью Flow, игры, которую он создал в сотрудничестве с Николасом Кларком. Чэнь добавил такую систему в свою игру, она приводила к тому, что сложность игры менялась подсознательно, игра позволяла съедать или не съедать тех или иных существ и нырять или не нырять. Игроки могли выбрать, стоит ли им двигаться глубже, или же им необходимо остаться на той же глубине до тех пор, как они будут готовы встретиться с более сильными соперниками. Чэнь описал Flow как «простую игру». По его мнению, «это — простейший тест активного динамического изменения сложности». Также на игру повлияла работа психолога Михая Чиксентмихайи о потоке, состоянии, при котором человек полностью погружается в свою деятельность. Чтобы человек оказался в таком состоянии, нужно, чтобы он контролировал свою деятельность. Чэнь считал, что динамическое изменение сложности даёт игроку возможность погрузиться в состояние потока.
Игра вышла в марте 2006 года, после 2 месяцев разработки — в этот период Чэнь и Кларк изучали Flash-программирование. Музыку для игры создал Остин Уинтори. О том, что версия для PlayStation 3 выйдет в PlayStation Store, объявили в мае 2006 года. В феврале 2007 года игру выпустили. К этому моменту Чэнь закончил учиться и основал компанию Thatgamecompany, одной из целей компании стало сделать игру доступной на PlayStation 3. Николас Кларк стал одним из работников компании и дизайнером этой версии игры. Вдохновившись Flow, Sony предоставила Thatgamecompany деньги и дополнительных работников и заключила контракт на 3 игры. Версия Flow для PlayStation 3 — первая игра из этих трёх. Изначально Чэнь думал, что он сможет сделать игру доступной на Playstation за 4 месяца: в этом случае игра была бы готова к запуску PlayStation Network. Однако игру выпустили позже: в феврале 2007 года. По словам разработчиков, в игре к этому времени не было и «половины оригинального дизайна».
Версия для PlayStation Portable, разработанная SuperVillian Studios, вышла в марте 2008 года. Разработчики компании писали код игры с нуля, так как использовать код версии для PlayStation 3 было тяжело. Также SuperVillain выпустила дополнения для версии на PlayStation 3. Thatgamecompany выступала арт-директором и влияла только на дизайн игры, на остальные аспекты игры компания никак не влияла. В Thatgamecompany в это время создавали другую игру, Flower. SIE Santa Monica Studio, дочерняя компания Sony, портировала версию для PlayStation 3 на PlayStation 4 и PlayStation Vita. Версия для Playstation Vita вышла в ноябре 2013 года, примерно в то же время, что и версия для PlayStation 4. Разработчики не выпустили музыкальный альбом, в котором находились саундтреки Flow. Тем не менее, в 2012 году Остин Уинтори выпустил альбом Journey Bonus Bundle. Этот альбом доступен на Bandcamp, в нём находятся музыкальные произведения-вариации на тему Flow и Journey, ещё одной игры Thatgamecompany, которую выпустили в 2012 году для Playstation 3.

## Оценки
| Сводный рейтинг    | Сводный рейтинг                     |
| Агрегатор          | Оценка                              |
| ------------------ | ----------------------------------- |
| GameRankings       | 72,05 %                             |
| Metacritic         | PS3: 71/100 PSP: 70/100 PS4: 71/100 |
| Иноязычные издания |                                     |
| Издание            | Оценка                              |
| Eurogamer          | 7/10                                |
| GameSpot           | PS3: 7,1/10                         |
| IGN                | 7,6/10                              |
| PALGN              | 7/10                                |